# Adamandios Korais

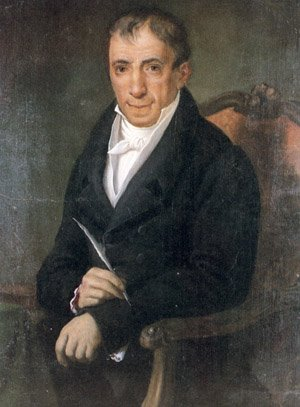
Adamandios Korais

Adamandios Korais (gr. Αδαμάντιος Κοραής; ur. 27 kwietnia 1748 w Smyrnie, zm. 6 kwietnia 1833) – grecki językoznawca, twórca sztucznego języka katharewusa.
Był synem kupca. Łaciny nauczył się od holenderskiego pastora Bernharda Keuna, prowadzącego w Smyrnie pracę duszpasterską. W 1771 wyjechał do Amsterdamu, gdzie do 1778 bez powodzenia zajmował się handlem. W 1782 podjął studia medyczne w Montpellier. Studiów tych nie ukończył, jednak w czasie ich trwania pogłębiał swoją wiedzę w zakresie filologii klasycznej, stając się jednym z jej największych znawców w swojej epoce. Od 1788 do śmierci w 1833 mieszkał w Paryżu. Opiekował się emigrantami greckimi, pracował nad "Biblioteką Helleńską" - zbiorem wydań dzieł starożytnych autorów greckich z obszernymi komentarzami. Pod wpływem pobytu we Francji doszedł do wniosku, że na przestrzeni wieków Grecy byli rządzeni przez "motłoch, nomadów na wielbłądach i przez zakonnych barbarzyńców". Chociaż wychowany w rodzinie prawosławnej, zaczął uznawać duchowieństwo prawosławne za przeszkodę w rozwoju greckiego społeczeństwa. 
Uczestniczył w toczących się w gronie inteligencji greckiej debatach nad językiem niepodległego państwa greckiego, opowiadając się za uznaniem za urzędowy język współczesny, ludowy, po usunięciu z niego konstrukcji i wyrazów pochodzenia obcego. Fascynat dziedzictwa starożytnej Grecji, całkowicie odrzucał dorobek kulturalny Bizancjum, odmawiając mu wszelkiej wartości. Pogląd ten przedstawiał we wstępach do wydawanych dzieł autorów starogreckich, w których wzywał Greków do zrozumienia, że są oni spadkobiercami wyjątkowego dziedzictwa. Kolejne tomy "Biblioteki Helleńskiej" mógł propagować w szkołach greckich dzięki finansowemu wsparciu braci Zosimas, zamożnych kupców z Janiny.
Twierdził, że walka o niepodległość Grecji została rozpoczęta za wcześnie, zanim Grecy osiągnęli odpowiedni poziom wykształcenia; równocześnie jednak był zdania, że Grecy powinni wywalczyć niepodległość własnymi siłami, zamiast mieć nadzieję na obcą pomoc. Następnie krytykował Joanisa Kapodistriasa, którego uważał za tyrana. Wyrażał umiarkowane poglądy polityczne, dlatego opowiadał się zarówno przeciwko rewolucji francuskiej (choć zrobiła na nim duże wrażenie), jak i rządom Napoleona Bonapartego.
Autor autobiografii.
Zobacz też: Papatrechas.